# Janet Klein
Pour les articles homonymes, voir Klein.
Janet Klein, née le 1er novembre 1977 à Großbreitenbach, est une biathlète et fondeuse allemande.

## Biographie
Elle est mariée au fondeur Jens Filbrich. En décembre 2001, elle obtient son unique podium et victoire en Coupe du monde de biathlon lors du relais de Pokljuka.

## Palmarès

### Coupe du monde de biathlon
- Meilleur classement général : 57e en 1998.
- 1 podium en relais : 1 victoire.
- Meilleur résultat individuel : 10e place.

### Coupe du monde de ski de fond
- Meilleur classement général : 82e en 2003.
- Meilleur résultat individuel : 19e place.

### Championnats d'Europe
- Médaille d'or du relais en 2002.
- Médaille de bronze du relais en 2000.

### Championnats du monde junior
- Médaille d'argent du relais en 1997.